# Linna Golf Club
De Linna Golf Club is een golfclub in Harviala, Hämeenlinna, Finland.

## Geschiedenis
De baan ligt op het landgoed Vanajan Linna, dat ruim 500ha groot is. Het werd in 1913 gekocht door Dr. Carl Wilhelm Rosenlew, die er tussen 1919 en 1924 een kasteel liet bouwen waar hij zijn gasten onderbracht die hij voor de jacht uitnodigde. Het kasteel bleef zijn eigendom tot 1941. 
Sinds 1987 wordt het kasteel als hotel geëxploiteerd.
Manager van de club was tot eind 2009 Anssi Kankkonen (1968), voormalig World Cup-speler en zoon van Olympisch skispringer Veikko Kankkonen (1940). Hij is nu manager van de bondscoaches.

## Golfbaan
De club beschikt sinds 2005 over een 18 holesbaan in de bossen van het landgoed. Hij heeft een par van 72 en een lengte van 6.624 meter en behoort tot de Europese PGA Tour Courses Group. Het hotel wordt als clubhuis gebruikt.

## Toernooien
- In 2009 is de tweede SK Golf Challenge op deze baan gespeeld. Winnaar was Nicolas Colsaerts. Reinier Saxton werd 41ste.
- In 2010 werd hier het Europees amateurkampioenschap golf voor heren gehouden, gewonnen door Lucas Bjerregaard.

## Hotel
In een oud landhuis bij de club is een hotel ondergebracht.